# Jorge Luis Ramos
Jorge Luis Ramos Sánchez (Cicuco, Bolívar, Colombia; 2 de octubre de 1992) es un futbolista colombiano. Juega de delantero y actualmente milita en club FAS de la Primera División de El Salvador.

## Selección nacional
Con la Selección de fútbol de Colombia, Jorge Luis Ramos fue convocado por el entrenador del equipo Sub-17, Ramiro Viafara, para disputar la Copa Mundial de Fútbol Sub-17 de 2009, que se jugó en octubre de 2009.

### Participaciones en Copas del Mundo
| Mundial                     | Sede    | Resultado    | Partidos | Goles |
| --------------------------- | ------- | ------------ | -------- | ----- |
| Copa Mundial Sub-17 de 2009 | Nigeria | Cuarto lugar | 5        | 1     |

## Estadísticas
| Club                       | Div.                | Temporada           | Liga  | Liga  | Copas | Copas | Internacional | Internacional | Total | Total |
| Club                       | Div.                | Temporada           | Part. | Goles | Part. | Goles | Part.         | Goles         | Part. | Goles |
| -------------------------- | ------------------- | ------------------- | ----- | ----- | ----- | ----- | ------------- | ------------- | ----- | ----- |
| Real Cartagena · Colombia  | 2.ª                 | 2008                | 18    | 3     | ?     | ?     | —             | —             | 18    | 3     |
| Real Cartagena · Colombia  | 1.ª                 | 2009                | 13    | 1     | ?     | ?     | —             | —             | 13    | 1     |
| Real Cartagena · Colombia  | 1.ª                 | 2010                | 7     | 3     | 3     | 0     | —             | —             | 10    | 3     |
| Real Cartagena · Colombia  | 1.ª                 | 2011                | 7     | 0     | 4     | 0     | —             | —             | 11    | 0     |
| Real Cartagena · Colombia  | Total               | Total               | 45    | 7     | 7     | 0     | 0             | 0             | 52    | 7     |
| Santa Fe · Colombia        | 1.ª                 | 2011                | 13    | 0     | 0     | 0     | 1             | 0             | 14    | 0     |
| Santa Fe · Colombia        | 1.ª                 | 2012                | 7     | 0     | 6     | 2     | —             | —             | 13    | 2     |
| Santa Fe · Colombia        | 1.ª                 | 2013                | 1     | 0     | 7     | 0     | 0             | 0             | 8     | 0     |
| Fortaleza CEIF · Colombia  | 2.ª                 | 2013                | 25    | 4     | 5     | 2     | —             | —             | 30    | 6     |
| Fortaleza CEIF · Colombia  | 1.ª                 | 2014                | 30    | 7     | 4     | 1     | —             | —             | 34    | 8     |
| Fortaleza CEIF · Colombia  | Total               | Total               | 55    | 11    | 9     | 3     | 0             | 0             | 64    | 14    |
| Uniautónoma · Colombia     | 1.ª                 | 2015                | 35    | 1     | 1     | 0     | —             | —             | 36    | 1     |
| Uniautónoma · Colombia     | Total               | Total               | 35    | 1     | 1     | 0     | 0             | 0             | 36    | 1     |
| Atlético Huila · Colombia  | 1.ª                 | 2016                | 32    | 6     | 1     | 1     | —             | —             | 33    | 7     |
| Atlético Huila · Colombia  | 1.ª                 | 2017                | 34    | 2     | 2     | 1     | —             | —             | 36    | 3     |
| Atlético Huila · Colombia  | 1.ª                 | 2018                | 21    | 0     | 2     | 0     | —             | —             | 23    | 0     |
| Atlético Huila · Colombia  | Total               | Total               | 87    | 8     | 5     | 2     | 0             | 0             | 92    | 10    |
| Deportes Tolima · Colombia | 1.ª                 | 2018                | 7     | 1     | 0     | 0     | —             | —             | 7     | 1     |
| Deportes Tolima · Colombia | 1.ª                 | 2019                | 26    | 3     | 4     | 1     | 1             | 0             | 31    | 4     |
| Deportes Tolima · Colombia | 1.ª                 | 2020                | 3     | 0     | 0     | 0     | 1             | 0             | 4     | 0     |
| Deportes Tolima · Colombia | Total               | Total               | 36    | 4     | 4     | 1     | 2             | 0             | 42    | 5     |
| Santa Fe · Colombia        | 1.ª                 | 2020                | 18    | 7     | 1     | 0     | —             | —             | 19    | 7     |
| Santa Fe · Colombia        | 1.ª                 | 2021                | 32    | 5     | 3     | 1     | 6             | 0             | 41    | 6     |
| Santa Fe · Colombia        | 1.ª                 | 2022                | 1     | 0     | —     | —     | —             | —             | 1     | 0     |
| Santa Fe · Colombia        | Total               | Total               | 72    | 12    | 17    | 3     | 7             | 0             | 96    | 15    |
| Alvarado Argentina         | 2.ª                 | 2022                | 17    | 3     | —     | —     | —             | —             | 17    | 3     |
| Alvarado Argentina         | Total               | Total               | 17    | 3     | 0     | 0     | 0             | 0             | 17    | 3     |
| La Equidad · Colombia      | 1.ª                 | 2023                | 25    | 2     | 2     | 0     | —             | —             | 27    | 2     |
| La Equidad · Colombia      | Total               | Total               | 25    | 2     | 2     | 0     | 0             | 0             | 27    | 2     |
| Aguilas Doradas · Colombia | 1.ª                 | 2024                | 23    | 3     | 2     | 1     | 2             | 0             | 27    | 4     |
| Aguilas Doradas · Colombia | Total               | Total               | 23    | 3     | 2     | 1     | 2             | 0             | 27    | 4     |
| FAS · El Salvador          | 1.ª                 | 2025                | 14    | 2     | —     | —     | —             | —             | 14    | 2     |
| FAS · El Salvador          | Total               | Total               | 14    | 2     | 0     | 0     | 0             | 0             | 14    | 2     |
| Total en su carrera        | Total en su carrera | Total en su carrera | 400   | 51    | 47    | 10    | 11            | 0             | 458   | 61    |

### Selección
| Selección                | Año                      | Partidos | Goles |
| ------------------------ | ------------------------ | -------- | ----- |
| Colombia Sub-17          | 2009                     | 11       | 2     |
| Total                    | Total                    | 11       | 2     |
| Colombia Sub-20          | 2011                     | 5        | 0     |
| Total                    | Total                    | 5        | 0     |
| Total Selección Colombia | Total Selección Colombia | 16       | 2     |

## Palmarés

### Títulos nacionales
| Título                | Club           | País     | Temporada |
| --------------------- | -------------- | -------- | --------- |
| Primera B             | Real Cartagena | Colombia | 2008      |
| Torneo Apertura       | Santa Fe       | Colombia | 2012      |
| Superliga de Colombia | Santa Fe       | Colombia | 2021      |